# Hörks kanal
Hörks kanal, även kallad Lerviks kanal, var en drygt 500 meter lång kanal mellan Norra Hörken och Södra Hörken som togs i bruk den 30 september 1853 och användes för transport av järnmalm från Grängesbergs gruvfält till hyttorna vid Ulriksberg, Strömsdal, Silken, Hörken, Ställdalen, Bredsjö och Högfors. PÅ 1850- och 1860-talen var trafiken mycket livlig med båttrafik dygnet runt. Från 1863 fanns även trafik med ångbåten Per Gustaf, som anskaffades av Gravendalsverken. 
Då Frövi-Ludvika Järnväg öppnades 1873, och Bergslagernas Järnvägar 1876 minskade fraktvolymerna, men ftrafiken pågick till början av 1900-talet främst av transporter från Mossgruvan och Sköttgruvan. Malmtransporterna ersattes senare av timmertransporter över Hörkensjöarna. Även viss nöjestrafik förekom och 1952 passerade nitton båtar kanalen.
År 1950 började Grangärde kommun använda Norra Hörken som vattentäkt för Grängesberg. Eftersom Södra Hörkens vatten var förorenat fick man 1954 kanalen avlyst som allmän farled. Vid Silverhöjdens sågverk och på en plats före slussen fylldes kanalen med jordmassor för att förhindra att även Norra Hörkens vatten skulle förorenas. Stora delar av kanalen finns dock fortfarande kvar.